# Nová Ves u Kolína (železniční zastávka)
Nová Ves u Kolína je železniční zastávka na severovýchodním okraji zástavby obce Nová Ves I v okrese Kolín ve Středočeském kraji. Zastávka se nachází v km 353,375 trati Praha – Česká Třebová, jejíž úsek Praha–Kolín je v jízdním řádu pro cestující označen číslem 011.
Zastávku obsluhují ve špičkách pracovních dnů spěšné vlaky linky R41 (Praha – Kutná Hora), v ostatních obdobích týdne pak osobní vlaky linky S1 (Praha–Kolín).

## Popis zastávky
Zastávka leží v úseku mezi stanicemi Velim a Kolín. Nacházejí se zde dvě nástupiště, u každé z kolejí jedno, která jsou umístěna nevstřícně – každé je na jiné straně od úrovňového přejezdu, který se v zastávce nachází. Nástupiště u koleje č. 1 má délku necelých 280 metrů, nástupiště č. 2 pak necelých 260 metrů.
Na zastávce je od roku 2009 nainstalován informační systém INISS, v letech 2009–2016 ovládaný ze stanice Kolín, od roku 2016 pak z CDP Praha.